# Kungsholmens stadsdelsområde

Stadsdelsområdet Kungsholmens läge i Stockholms kommun (nära kartbildens mitt).

Kungsholmen är ett stadsdelsområde i Stockholms innerstad som består av ön Kungsholmen samt Essingeöarna, det vill säga  stadsdelarna Kungsholmen, Stadshagen, Kristineberg, Fredhäll, Marieberg, Lilla Essingen och Stora Essingen. Området är för befolkningsrapportering indelat i  Kungsholmens distrikt, Stockholms Sankt Görans distrikt samt Essinge distrikt. I området finns Västermalms församling. Stadsdelsnämnden startade sin verksamhet den 1 januari 1997 som en av 24 stadsdelsområden.
Antalet invånare inom stadsdelsområdet var 70 839 år 2022. Stadsdelsområdet inrättades i samband med stadsdelsreformen 1997.